# Gran Premio de Plouay 2012
La 76.ª edición del Gran Premio de Plouay fue una carrera ciclista que se disputó el 26 de agosto de 2012 con principio, varios pasos y final en la localidad de Plouay, en la Bretaña. Discurrió por un circuito de 26,9 km con tres pequeñas cotas (con inicio y final en Plouay), al que se le dieron 9 vueltas para completar un total de 243 km.
Perteneció al UCI WorldTour 2012.
El ganador final fue Edvald Boasson Hagen tras atacar en los últimos kilómetros y superar a 2 km de la meta a Rui Costa, finalmente segundo. Completó el podio Heinrich Haussler ganador del sprint del pelotón, alcanzando a Rui en la misma línea de meta.

## Equipos participantes
Tomaron parte en la carrera 23 equipos: los 18 de categoría UCI ProTeam (al ser obligada su participación); más 6 de categoría Profesional Continental mediante invitación de la organización (el Team Europcar, Bretagne-Schuller, Cofidis, le Crédit en Ligne, Saur-Sojasun y Argos-Shimano). Formando así un pelotón de 184 ciclistas, de 8 corredores cada equipo, de los que acabaron 136.
| Equipo                           | Cód. UCI |
| -------------------------------- | -------- |
| Lampre-ISD                       | LAM      |
| Orica-GreenEDGE                  | OGE      |
| FDJ-Big Mat                      | FDJ      |
| Astana Pro Team                  | AST      |
| Ag2r La Mondiale                 | ALM      |
| Movistar Team                    | MOV      |
| Omega Pharma-Quick Step          | OPQ      |
| BMC Racing Team                  | BMC      |
| Katusha Team                     | KAT      |
| Euskaltel-Euskadi                | EUS      |
| Rabobank Cycling Team            | RAB      |
| Sky Procycling                   | SKY      |
| RadioShack-Nissan                | RNT      |
| Liquigas-Cannondale              | LIQ      |
| Lotto Belisol                    | LTB      |
| Vacansoleil-DCM Pro Cycling Team | VCD      |
| Garmin-Sharp                     | GRS      |
| Saxo Bank-Tinkoff Bank           | STB      |

| Equipo                      | Cód. UCI |
| --------------------------- | -------- |
| Team Europcar               | EUC      |
| Bretagne-Schuller           | BSC      |
| Cofidis, le Crédit en Ligne | COF      |
| Saur-Sojasun                | SAU      |
| Team Argos-Shimano          | ARG      |

## Clasificación final
| \| Posición \| Ciclista \| Equipo \| Tiempo \| \| 1. \| Edvald Boasson Hagen \| Sky \| 4 h 45 min 00 s \| \| 2. \| Rui Costa \| Movistar \| a 5 s \| \| 3. \| Heinrich Haussler \| Garmin-Sharp \| m.t. \| \| 4. \| Matthew Goss \| Orica-GreenEDGE \| m.t \| \| 5. \| Jürgen Roelandts \| Lotto Belisol \| m.t \| \| 6. \| Marco Marcato \| Vacansoleil-DCM \| m.t \| \| 7. \| Giacomo Nizzolo \| RadioShack-Nissan \| m.t \| \| 8. \| Borut Božič \| Astana \| m.t \| \| 9. \| Samuel Dumoulin \| Cofidis, le Crédit en Ligne \| m.t \| \| 10. \| Luca Paolini \| Katusha \| m.t \| |                      |                             |                 |
| Posición | Ciclista             | Equipo                      | Tiempo          |
| 1. | Edvald Boasson Hagen | Sky                         | 4 h 45 min 00 s |
| 2. | Rui Costa            | Movistar                    | a 5 s           |
| 3. | Heinrich Haussler    | Garmin-Sharp                | m.t.            |
| 4. | Matthew Goss         | Orica-GreenEDGE             | m.t             |
| 5. | Jürgen Roelandts     | Lotto Belisol               | m.t             |
| 6. | Marco Marcato        | Vacansoleil-DCM             | m.t             |
| 7. | Giacomo Nizzolo      | RadioShack-Nissan           | m.t             |
| 8. | Borut Božič          | Astana                      | m.t             |
| 9. | Samuel Dumoulin      | Cofidis, le Crédit en Ligne | m.t             |
| 10. | Luca Paolini         | Katusha                     | m.t             |